# Buergeres holothuriae
Buergeres holothuriae is een krabbensoort uit de familie van de Pinnotheridae. De wetenschappelijke naam van de soort is voor het eerst geldig gepubliceerd in 1880 door Semper.